# Myllysaari (ö i Viitasaari, Kärnänkoski)
Myllysaari är en ö i Kolimasjön i Finland. Den ligger i forsen Kärnänkoski och i kommunen Viitasaari  i den ekonomiska regionen  Saarijärvi-Viitasaari och landskapet Mellersta Finland, i den centrala delen av landet, 300 km norr om huvudstaden Helsingfors. Öns area är 0,4 hektar och dess största längd är 100 meter i sydöst-nordvästlig riktning.